# تقسيم (علم النفس)
في علم النفس المعرفي، التقسيم هو عملية يتم من خلالها تقسيم الأجزاء الفردية من مجموعة المعلومات ثم تجميعها معًا في كل ذي معنى. تهدف الأجزاء التي يتمُّ تجميع المعلومات من خلالها إلى تحسين الاحتفاظ بالمواد على المدى القصير، وبالتالي تجاوز السعة المحدودة للذاكرة العاملة والسماح للذاكرة العاملة بأن تكون أكثر كفاءة. التقسيم عبارة عن مجموعة من الوحدات الأساسية التي تم تجميعها معًا وتخزينها في ذاكرة الشخص. يمكن استرجاع هذه الأجزاء بسهولة بسبب تجميعها المتماسك. يُعتقد أن الأفراد ينشئون تمثيلات معرفية عالية المستوى للعناصر داخل القطعة. يسهل تذكر العناصر كمجموعة أكثر من تذكر العناصر الفردية نفسها. يمكن أن تكون هذه الأجزاء ذاتية للغاية لأنها تعتمد على تصورات الفرد وخبراته السابقة، والتي ترتبط بمجموعة المعلومات. يتراوح حجم القطع بشكل عام من عنصرين إلى ستة عناصر، ولكن غالبًا ما يختلف بناءً على اللغة والثقافة.
وفقًا لجونسون (1970)، هناك أربعة مفاهيم رئيسية مرتبطة بعملية تقسيم الذاكرة: مقطع، ورمز الذاكرة، وفك التشفير، وإعادة الترميز. التقسيم، كما ذكرنا سابقًا، عبارة عن سلسلة من المعلومات التي يجب تذكرها والتي يمكن أن تتكون من مصطلحات متجاورة. يجب تخزين هذه العناصر أو مجموعات المعلومات في نفس رمز الذاكرة. عملية التسجيل هي المكان الذي يتعلم فيه المرء رمز قطعة ما، ويكون فك التشفير عندما يتم ترجمة الكود إلى المعلومات التي يمثلها.
يمكن ملاحظة ظاهرة التقسيم كآلية للذاكرة بسهولة في طريقة تجميع الأفراد للأرقام والمعلومات في الحياة اليومية. على سبيل المثال، عند استدعاء رقم مثل 12101946، إذا تم تجميع الأرقام كـ 12 و 10 و 1946، فسيتم إنشاء تذكار لهذا الرقم كشهر ويوم وسنة. سيتم تخزينه في 10 ديسمبر 1946 بدلاً من سلسلة من الأرقام. وبالمثل، يمكن رؤية توضيح آخر للقدرة المحدودة للذاكرة العاملة كما اقترحه جورج ميلر من المثال التالي: أثناء استدعاء رقم هاتف محمول مثل 9849523450، قد نقسم هذا إلى 9849523450. وبالتالي، بدلاً من تذكر 10 أرقام منفصلة تتجاوز نطاق الذاكرة المفترض «سبعة زائد أو ناقص اثنين»، فإننا نتذكر أربع مجموعات من الأرقام. يمكن أيضًا تذكر جزء كامل ببساطة عن طريق تخزين بدايات جزء في الذاكرة العاملة، مما يؤدي إلى استعادة الذاكرة طويلة المدى ما تبقى من القطعة.

## تأثير الطريقة
تأثير الطريقة موجود في التقسيم. أي أن الآلية المستخدمة لنقل قائمة العناصر إلى الفرد تؤثر على مقدار «التقسيم» الذي يحدث. من الناحية التجريبية، وجد أن العرض السمعي ينتج عنه قدر أكبر من التجميع في استجابات الأفراد مما يفعله العرض المرئي. أظهرت الأدبيات السابقة، مثل الرقم السحري السابع لجورج ميلر، زائد أو ناقص اثنين: بعض القيود على قدرتنا على معالجة المعلومات (1956) أن احتمال استدعاء المعلومات يكون أكبر عند استخدام إستراتيجية «التقسيم». كما هو مذكور أعلاه، يحدث تجميع الردود عندما يضعها الأفراد في فئات وفقًا لترابطهم بناءً على الخصائص الدلالية والإدراكية. أظهر Lindley (1966) أنه نظرًا لأن المجموعات المنتجة لها معنى بالنسبة للمشارك، فإن هذه الإستراتيجية تجعل من السهل على الفرد استدعاء المعلومات والحفاظ عليها في الذاكرة أثناء الدراسات والاختبار. لذلك، عند استخدام «التقسيم» كاستراتيجية، يمكن للمرء أن يتوقع نسبة أعلى من عمليات الاسترجاع الصحيحة.

## أنظمة تدريب الذاكرة
تتضمن الأنواع المختلفة من أنظمة تدريب الذاكرة وأساليب فن الإستذكار تدريبات وتمارين في مخططات إعادة ترميز أو تقسيم مصممة خصيصًا. كانت مثل هذه الأنظمة موجودة قبل ورقة ميلر، ولكن لم يكن هناك مصطلح مناسب لوصف الاستراتيجية العامة، ولم يكن هناك بحث موضوعي وموثوق. غالبًا ما يستخدم مصطلح «التقسيم» للإشارة إلى هذه الأنظمة. على سبيل المثال، يعاني مرضى الزهايمر عادةً من عجز في الذاكرة العاملة. يعتبر التقسيم طريقة فعالة لتحسين أداء الذاكرة العاملة اللفظية للمرضى. لقد ثبت أن التقسيم يقلل الحمل على الذاكرة العاملة بعدة طرق. بالإضافة إلى أن تذكر المعلومات المقسمة أسهل، يمكن لأي شخص أيضًا أن يتذكر ذكريات أخرى غير مقسمة أسهل بسبب الفوائد التي يتمتع بها التقسيم على الذاكرة العاملة.

## الذاكرة قصيرة المدى
تأتي كلمة chunking من ورقة بحثية شهيرة صدرت عام 1956 كتبها جورج ميلر بعنوان «الرقم السحري سبعة، زائد أو ناقص اثنان: بعض القيود على قدرتنا على معالجة المعلومات». في الوقت الذي بدأ فيه تطبيق نظرية المعلومات في علم النفس، لاحظ ميلر أن بعض المهام الإدراكية البشرية تتناسب مع نموذج «سعة القناة» التي تتميز بقدرة ثابتة تقريبًا في أجزاء، لكن الذاكرة قصيرة المدى لم تكن كذلك. يمكن تلخيص مجموعة متنوعة من الدراسات بالقول إن الذاكرة قصيرة المدى لها سعة تبلغ حوالي «سبعة أجزاء زائد أو ناقص». كتب ميلر (1956)، «مع العناصر الثنائية، يكون الامتداد حوالي تسعة، وعلى الرغم من أنه ينخفض إلى حوالي خمسة مع الكلمات الإنجليزية أحادية المقطع، فإن الاختلاف أقل بكثير مما تتطلبه فرضية المعلومات الثابتة (انظر أيضًا، مدى الذاكرة). يبدو أن نطاق الذاكرة الفورية مستقل تقريبًا عن عدد البتات لكل قطعة، على الأقل عبر النطاق الذي تم فحصه حتى الآن». اعترف ميللر بأننا «لسنا واضحين تمامًا بشأن ما يشكل جزءًا من المعلومات».
لاحظ ميلر (1956) أنه وفقًا لهذه النظرية، يجب أن يكون من الممكن زيادة الذاكرة قصيرة المدى للعناصر ذات المحتوى المنخفض من المعلومات بشكل فعال عن طريق إعادة ترميزها عقليًا في عدد أقل من العناصر ذات المحتوى العالي المعلومات. لقد تخيل أن هذه العملية مفيدة في سيناريوهات مثل «رجل بدأ لتوه في تعلم كود التلغراف الراديوي يسمع كل dit وdah كقطعة منفصلة. سرعان ما أصبح قادرًا على تنظيم هذه الأصوات في حروف وبعد ذلك يمكنه التعامل مع الحروف على شكل قطع. ثم تنظم الحروف نفسها على هيئة كلمات، وهي لا تزال أجزاء كبيرة، ويبدأ في سماع عبارات كاملة». وبالتالي، يمكن لعامل التلغراف أن «يتذكر» بشكل فعال عشرات من dits وdahs كعبارة واحدة. يمكن للأشخاص الساذجين تذكر تسعة عناصر ثنائية فقط كحد أقصى، لكن ميلر أفاد بتجربة عام 1954 حيث تم تدريب الأشخاص على الاستماع إلى سلسلة من الأرقام الثنائية و (في حالة واحدة) قاموا بتجميعهم ذهنيًا في مجموعات من خمسة، وأعدوا ترميز كل مجموعة في الاسم (على سبيل المثال، «واحد وعشرون» لـ 10101)، وتذكر الأسماء. مع الممارسة الكافية، وجد الناس أنه من الممكن تذكر ما يصل إلى أربعين رقمًا ثنائيًا. كتب ميلر:
إنه لأمر مثير بعض الشيء أن نشاهد شخصًا يقرأُ 40 رقمًا ثنائيًا على التوالي ثم يكررها مرة أخرى دون أخطاء. ومع ذلك، إذا كنت تعتقد أن هذا مجرد خدعة ذاكرية لتوسيع نطاق الذاكرة، فستفقد النقطة الأكثر أهمية المتضمنة في جميع أجهزة الذاكرة هذه تقريبًا. النقطة المهمة هي أن التسجيل هو سلاح قوي للغاية لزيادة كمية المعلومات التي يمكننا التعامل معها.

## الخبرة وتأثيرات الذاكرة الماهرة
أظهرت الدراسات أن الناس يتمتعون بذكريات أفضل عندما نحاول تذكر أشياء مألوفة لنا. وبالمثل، يميل الناس إلى إنشاء أجزاء مألوفة. تتيح هذه الألفة للمرء أن يتذكر المزيد من الأجزاء الفردية من المحتوى، وكذلك المزيد من الأجزاء ككل. أجرى تشيس وإريكسون دراسة تقسيم معروفة، وعملتا مع طالب جامعي على مدار عامين. لقد أرادوا معرفة ما إذا كان يمكن تحسين ذاكرة النطاق الرقمي للشخص بالممارسة. بدأ تشيس التجربة بمدى طبيعي مكون من 7 أرقام. كان تشيس عداءًا لمسافات طويلة، وقد أدى تقسيم سلاسل الأرقام إلى أوقات السباق إلى زيادة مدى أرقامه. بحلول نهاية التجربة، نما نطاقه الرقمي إلى 80 رقمًا. ذكر وصف لاحق للبحث في نموذج التدريس الموجه للدماغ لمدارس القرن الحادي والعشرين (2012) أن سان فرانسيسكو وسعت استراتيجيته لاحقًا من خلال دمج الأعمار والسنوات، لكن أجزاءه كانت مألوفة دائمًا، مما سمح له بتذكرها بسهولة أكبر. من المهم أن نلاحظ أن الشخص الذي ليس لديه معرفة في مجال الخبراء (على سبيل المثال التعرف على أوقات الأميال / الماراثون) سيجد صعوبة في تحديد أوقات السباق ولن يتمكن في النهاية من حفظ أكبر عدد ممكن من الأرقام باستخدام هذه الطريقة.

## التقسيم في التعلم الحركي
يمكن تطبيق التقسيم كوسيلة للتعلم في عدد من السياقات، ولا يقتصر على تعلم المواد اللفظية. جادل كارل لاشلي، في ورقته الكلاسيكية عن الترتيب التسلسلي، بأن الاستجابات المتسلسلة التي تبدو منظمة بطريقة خطية ومسطحة تخفي بنية هرمية أساسية. ثم تم إثبات ذلك في التحكم في المحركات بواسطة روزنباوم (1983). وبالتالي يمكن أن تتكون التسلسلات من متواليات فرعية ويمكن أن تتكون هذه بدورها من متواليات فرعية فرعية. تتمتع التمثيلات الهرمية للتسلسلات بميزة على التمثيلات الخطية: فهي تجمع بين العمل المحلي الفعال على مستويات هرمية منخفضة مع الحفاظ على توجيه الهيكل العام. في حين أن تمثيل التسلسل الخطي بسيط من وجهة نظر التخزين، يمكن أن تكون هناك مشاكل محتملة أثناء الاسترجاع. على سبيل المثال، إذا كان هناك انقطاع في سلسلة التسلسل، فلن يمكن الوصول إلى العناصر اللاحقة. من ناحية أخرى، سيكون للتمثيل الهرمي مستويات متعددة من التمثيل. لا يؤدي انقطاع الارتباط بين العقد ذات المستوى الأدنى إلى عدم إمكانية الوصول إلى أي جزء من التسلسل، نظرًا لأن عقد التحكم (العقد المقطوعة) في المستوى الأعلى ستظل قادرة على تسهيل الوصول إلى العقد ذات المستوى الأدنى.
يتم تحديد الأجزاء في التعلم الحركي من خلال التوقف المؤقت بين الإجراءات المتتالية. يُقترح أيضًا أنه أثناء مرحلة الأداء المتسلسل (بعد التعلم)، يقوم المشاركون بتنزيل عناصر القائمة على شكل قطع أثناء فترات التوقف المؤقت. كما طالب بتعريف تشغيلي للقطع يشير إلى التمييز بين مفاهيم المدخلات والمخرجات من أفكار الذاكرة قصيرة المدى وطويلة المدى. تعكس أجزاء الإدخال قيود الذاكرة العاملة أثناء تشفير المعلومات الجديدة (كيف يتم تخزين المعلومات الجديدة في الذاكرة طويلة المدى)، وكيف يتم استرجاعها أثناء الاستدعاء اللاحق. تعكس أجزاء الإخراج تنظيم البرامج الحركية التي تم تعلمها بشكل زائد والتي يتم إنشاؤها عبر الإنترنت في الذاكرة العاملة. ساكاي وآخرون. أظهر (2003) أن المشاركين ينظمون تلقائيًا تسلسلًا في عدد من القطع عبر مجموعات قليلة، وأن هذه الأجزاء كانت متميزة بين المشاركين الذين تم اختبارهم على نفس التسلسل. لقد أظهروا أيضًا أن أداء التسلسل المختلط كان أضعف عندما تتعطل أنماط القطع مما كان عليه عندما تم الحفاظ على أنماط القطع. يبدو أن أنماط التقسيم تعتمد أيضًا على المؤثرات المستخدمة.

## التقسيم عند الرضع
تظهر الأبحاث السابقة أن آلية التقسيم متوفرة عند الرضع بعمر سبعة أشهر. هذا يعني أن التقسيم يمكن أن يحدث حتى قبل أن تتطور سعة الذاكرة العاملة بالكامل. مع العلم أن سعة الذاكرة العاملة محدودة للغاية، قد يكون من المفيد استخدام التقسيم. بالنسبة للرضع، الذين لم يتم تطوير سعة الذاكرة العاملة لديهم بشكل كامل، يمكن أن يكون من المفيد تقسيم الذكريات بشكل أكبر. تم إجراء هذه الدراسات باستخدام طريقة انتهاك التوقعات وتسجيل مقدار الوقت الذي يشاهد فيه الأطفال الأشياء أمامهم. على الرغم من أن التجربة أظهرت أن الأطفال يمكنهم استخدام التقسيم، فقد خلص الباحثون أيضًا إلى أن قدرة الرضيع على تقسيم الذكريات ستستمر في التطور خلال العام المقبل من حياتهم.

## التقسيم على المدى الطويل
هذا الاستخدام مستمد من فكرة ميلر (1956) عن التقسيم كتجميع، لكن التركيز الآن على الذاكرة طويلة المدى بدلاً من الذاكرة قصيرة المدى فقط. يمكن بعد ذلك تعريف القطعة على أنها «مجموعة من العناصر لها ارتباطات قوية مع بعضها البعض، ولكن ارتباطها ضعيف مع عناصر داخل أجزاء أخرى». أظهر تشايس وسيمون (1973) ولاحقًا جوبيت وريزتشكي ودي فوجت (2004) أن التقسيم يمكن أن يفسر العديد من الظواهر المرتبطة بالخبرة في الشطرنج. بعد تعرض قصير للقطع على رقعة الشطرنج، تمكن لاعبو الشطرنج المهرة من تشفير واستدعاء قطع أكبر بكثير من لاعبي الشطرنج المبتدئين. ومع ذلك، فإن هذا التأثير يتم توسطه من خلال معرفة محددة بقواعد الشطرنج؛ عندما تم توزيع القطع بشكل عشوائي (بما في ذلك السيناريوهات غير الشائعة أو المسموح بها في الألعاب الحقيقية)، انخفض الفرق في حجم القطعة بين لاعبي الشطرنج المهرة والمبتدئين بشكل كبير. وقد وضعت العديد من النماذج الحسابية الناجحة للتعلم والخبرة باستخدام هذه الفكرة، مثل فكرة الملاحظ والحافظ وفكرة القطعة التسلسل الهرمي واسترجاع الهياكل. تم استخدام التقسيم أيضًا مع نماذج اكتساب اللغة.